# Chevrolet Corvette CERV
Le Corvette CERV (Chevrolet Experimental Racing Vehicle) sono una serie di vetture da competizione sperimentali dotate di motore centrale derivata dalla Chevrolet Corvette.

## CERV I
Zora Arkus-Duntov iniziò a sviluppare la CERV I nel 1959. La vettura venne rivelata al Riverside International Raceway nel novembre del 1960.

## CERV II
I lavori per la CERV II iniziarono nel 1963 e si conclusero nel 1964. Originariamente erano previste sei vetture. Di queste tre dovevano essere effettivamente usate nelle gare mentre le altre tre erano ricambi per le vetture da gara. Il design della CERV II venne realizzato da Larry Shinoda e Tom Lapine.
Per ottenere prestazioni più elevate questa vettura era dotata di un telaio monoscocca e di un motore realizzato in alluminio da 6,1 L (377 in 3) V8 con singolo albero a camme in testa. Il motore, dotato del sistema di alimentazione Hilborn, raggiungeva una potenza di 500 hp (373 kW).
Nei test raggiunse la velocità di 337 km/h (210 miglia orarie) e accelerava da 0 a 100 km/h (0 – 60 miglia orarie) in un tempo compreso tra i 2,8 e i 3 secondi. Nel 1970 la CERV II venne dotata del motore ZL-1.

## CERV III

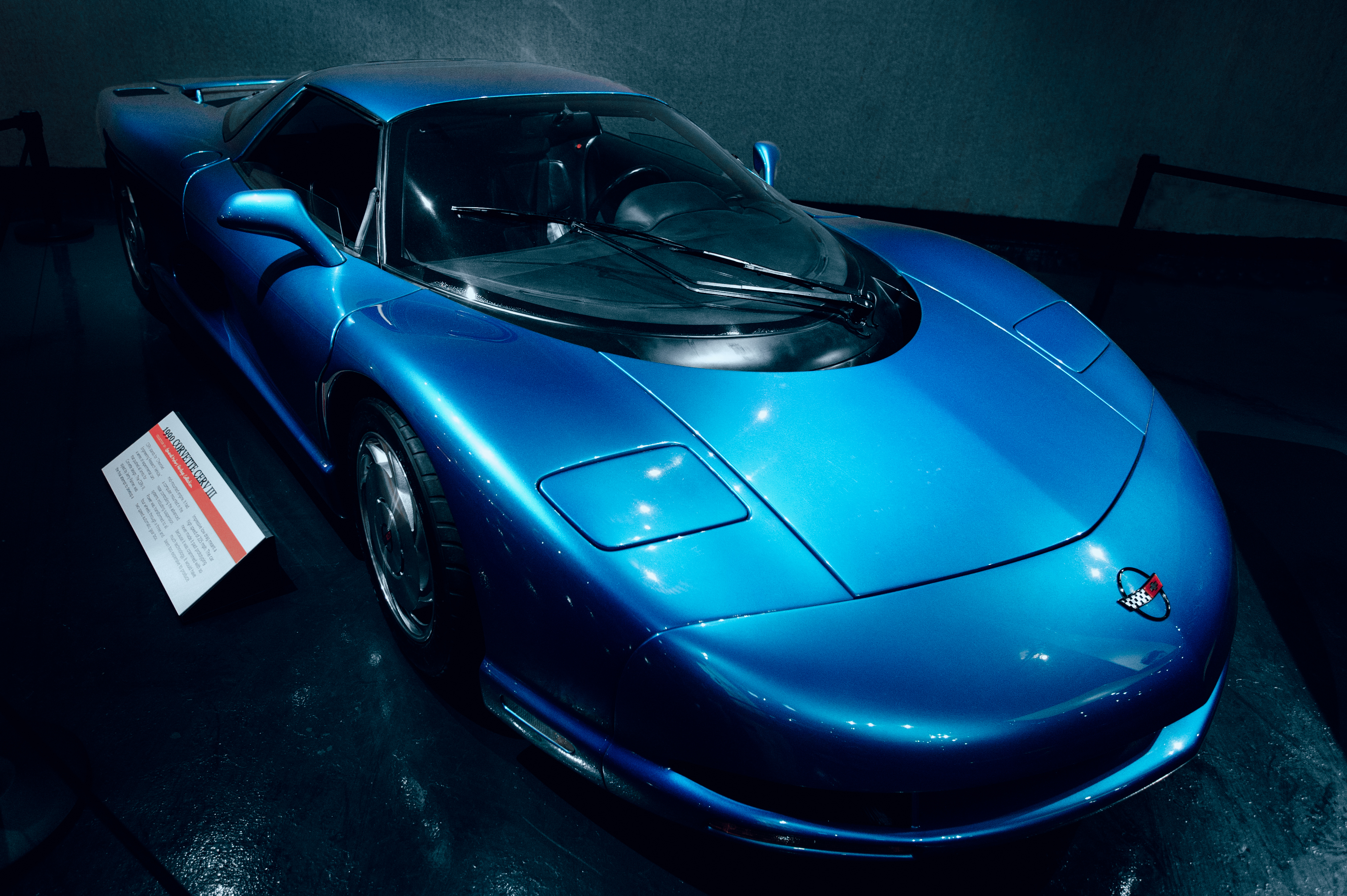
La Chevrolet CERV III

Nel giugno del 1985 il capo ingegnere della Chevrolet Don Runkle e quello della Lotus Tony Rudd decisero di realizzare una vettura con la quale dimostrare la tecnologia posseduta dalle due case. Il progetto si concretizzò nella CERV III. La vettura venne presentata nel gennaio del 1990 al Detroit Automobile Show come prototipo Corvette Indy.
La CERV III era dotata della trazione integrale, delle quattro ruote sterzanti e della strumentazione a schermi CRT. Il motore era il 5,7 L (348 in3) a doppio albero a camme in testa e quattro valvole per cilindro LT5. Sul motore, che aveva subito alcune modifiche interne, era stato montato un sistema di sovralimentazione con doppia turbina. Con queste modifiche il propulsore garantiva 655 hp (488 kW) spingendo la CERV III a 362 km/h (225 miglia orarie).
Il corpo vettura era stato disegnato da Jerry Palmer, capo disegnatore della Chevrolet ed era realizzato carbonio rivestito di fibra di vetro.
Altre caratteristiche di questa automobile erano il sistema di sospensioni attive controllate dal computer, controllo elettronico della trazione, ABS e trasmissione automatica a sei rapporti.

## CERV IV
Nel dicembre del 1992 il team della Corvette contattò segretamente la TDM Inc. per sviluppare una vettura che sarebbe divenuta la CERV IV. Il progetto mantenne sempre un basso profilo e la vettura venne presentata il 3 marzo del 1999 presso il centro tecnico della General Motors di Warren.

## Esemplari esistenti
Sia la CERV I che la II sono state donate al Briggs Cunningham Museum di Costa Mesa, California.